# Lactarius rubroviolascens
Lactarius rubroviolascens é um fungo que pertence ao gênero de cogumelos Lactarius na ordem Russulales. Encontrado em Madagascar, foi primeiramente descrito cientificamente pelo botânico francês Roger Heim em 1938.